# Piper cuspidilimbum
Piper cuspidilimbum är en pepparväxtart som beskrevs av C. Dc.. Piper cuspidilimbum ingår i släktet Piper och familjen pepparväxter. Inga underarter finns listade i Catalogue of Life.